# Медведицкое сельское поселение (Волгоградская область)
Медве́дицкое се́льское поселе́ние  — муниципальное образование в составе Жирновского района Волгоградской области России.
Административный центр — село Медведица.

## История
Медведицкое сельское поселение образовано 21 февраля 2005 года в соответствии с Законом Волгоградской области № 1009-ОД.

## Население
| 2010  | 2012  | 2013  | 2014  | 2015  | 2016  | 2017  |
| ----- | ----- | ----- | ----- | ----- | ----- | ----- |
| 2742  | ↘2629 | ↘2539 | ↘2493 | ↗2504 | ↘2488 | ↘2438 |
| 2018  | 2019  | 2020  | 2021  |       |       |       |
| ↘2411 | ↘2364 | ↘2313 | ↘2304 |       |       |       |

## Состав сельского поселения
| № | Населённый пункт | Тип населённого пункта       | Население |
| - | ---------------- | ---------------------------- | --------- |
| 1 | Гречихино        | село                         | ↘80       |
| 2 | Медведица        | село, административный центр | ↘2404     |
| 3 | Песковка         | село                         | ↘258      |